# Operazione Arc Light
Operazione Arc Light (luce d'arco in lingua inglese) consistette nell'impiego dal 1965 dei B-52 Stratofortress come bombardieri convenzionali dalla base di Guam. Per estensione, Arc light, e a volte Arclight, è il nome in codice ed il termine comune quando ci si riferisce all'uso, durante la guerra del Vietnam, del B-52 Stratofortress come aereo da appoggio tattico CAS assistito dal 1st Combat Evaluation Group in funzione di controllo radar da terra delle missioni di bombardamento.
Nel 1964, l'aviazione degli Stati Uniti iniziò ad addestrare gli equipaggi dei bombardieri strategici nucleari all'utilizzo di munizioni convenzionali. Attraverso il progetto Big Belly (grossa pancia in lingua inglese), tutti i B-52D furono modificati in modo da poter trasportare 30 tonnellate di bombe convenzionali. I B-52 furono schierati presso le basi dell'aviazione di Guam e della Thailandia. Le operazioni Arc light erano per la maggior parte missioni di supporto tattico contro basi militari vietnamite, concentrazioni di truppe e linee di approvvigionamento.
Il primo utilizzo di questi bombardieri pesanti nel Sud-est asiatico avvenne il 18 giugno del 1965. Partendo dalla base di Andersen, nell'isola di Guam, 27 B-52 utilizzarono bombe da 750 e 1,000 lb per attaccare una roccaforte vietnamita. Durante questa missione due B-52F furono distrutti per una collisione in aria, con 8 membri dell'equipaggio morti; un altro non fu in grado di eseguire il rifornimento in volo. La missione, effettuata sulla provincia di Binh Duong, si rivelò un insuccesso in quanto la ricognizione a terra non rilevò danni materiali significativi e poche vittime tra i Vietcong.
Le missioni venivano compiute da tre velivoli in formazione, questa configurazione veniva comunemente denominata cellula, e veniva utilizzata anche nelle missioni di appoggio tattico di truppe di terra. Sganciando le bombe da 30 000 piedi, i B-52 non venivano né visti né sentiti dai soldati sul campo fino all'arrivo a terra del terribile carico di distruzione.
I B-52 furono determinanti nella distruzione delle unità assedianti nella battaglia di Khe Sanh nel 1968 e nella battaglia di An Loc e a Kontum nel 1972.
Le missioni Arc Light continuarono fino alla fine delle ostilità il 15 agosto 1973. Fra il giugno 1965 e l'agosto i B-52 effettuarono 126 615 missioni sul Sud-est asiatico (di cui il 55% sul Vietnam del Sud, il 27% in Laos ed il 12% in Cambogia), sganciando un totale di 2,9 milioni di tonnellate di bombe. Durante queste operazioni furono perduti 31 B-52: 18 per reazione nemica e 13 per incidenti di volo.

## Nei media
- L'operazione Arc Light è citata nel film Apocalypse Now dal capt. Willard (Martin Sheen). Mentre la patrol boat procede lungo la costa sentono un bombardamento in lontananza. Quando Chef chiede cosa sta succedendo, Willard risponde dicendo "Arc Light, B-52 strike."